# Elegant Stealth
Elegant Stealth je jedenadvacáté studiové album britské rockové skupiny Wishbone Ash. Album vyšlo v roce 2011 u Golden Core Records. Jeho producenty byli Andy Powell a Tom Greenwood.

## Seznam skladeb
| Pořadí         | Název                    | Délka |
| -------------- | ------------------------ | ----- |
| 1.             | Reason to Believe        | 4:21  |
| 2.             | Warm Tears               | 5:02  |
| 3.             | Man with No Name         | 4:18  |
| 4.             | Can't Go It Alone        | 5:39  |
| 5.             | Give It Up               | 5:07  |
| 6.             | Searching for Satellites | 6:02  |
| 7.             | Heavy Weather            | 6:40  |
| 8.             | Mud-Slick                | 4:14  |
| 9.             | Big Issues               | 7:42  |
| 10.            | Migrant Worker           | 5:13  |
| 11.            | Invisible Thread         | 11:34 |
| Celková délka: | Celková délka:           | 65:52 |

## Sestava

### Wishbone Ash
- Andy Powell – kytara zpěv
- Muddy Manninen – kytara, Hammondovy varhany, doprovodný zpěv
- Bob Skeat – baskytara, doprovodný zpěv
- Joe Crabtree – bicí

### Ostatní hudebníci
- Don Airey – Hammondovy varhany[2]
- Tom Greenwood – klávesy, varhany, doprovodný zpěv
- Brian Hallermann – trubka
- Pat McManus – housle
- Tasha Larae – doprovodný zpěv
- Nia Reed – doprovodný zpěv
- Darren Elam – doprovodný zpěv
- J.J. Boogie Reichert – doprovodný zpěv
- Nanyana Summers – doprovodný zpěv
- Lucy Underhill – doprovodný zpěv
- Byron Word – doprovodný zpěv